# John Hay, 5. Baronet

Wappen des Sir John Hay, 5. Baronet

Sir John Hay, 5. Baronet (* 15. Januar 1755; † 23. Mai 1830) war ein britischer Adliger und Bankier.

## Leben
Er entstammte einer Nebenlinie des Clan Hay und war der Sohn des Arztes Sir James Hay, 4. Baronet, aus dessen Ehe mit Dorriel Campbell.
1774 begann er eine Lehre im Edinburgher Bankhaus seines Onkels Sir William Forbes, 6. Baronet (1739–1806), und wurde schließlich selbst Partner des Bankhauses Forbes, Hunter and Company.
Beim Tod seines Vaters erbte er 1810 dessen schottischen Adelstitel als Baronet, of Smithfield in the County of Peebles, sowie dessen Ländereien in Peeblesshire, insbesondere die Güter Haystoun und Smithfield.
Am 9. Juli 1785 heiratete er Hon. Mary Elizabeth Forbes († 1803), Tochter des James Forbes, 16. Lord Forbes. Mit ihr hatte er acht Söhne und sieben Töchter, von denen folgende das Erwachsenenalter erreichten:
- Sir John Hay, 6. Baronet (1788–1838),[1] ⚭ 1821 Anne Preston;
- Catherine Hay (* 1789);
- Mary Hay (1792–1877), ⚭ 1819 George Forbes, Sohn des Sir William Forbes, 6. Baronet;
- Robert Hay (1793–vor 1838);
- Sir Adam Hay, 7. Baronet (1795–1867),[2] ⚭ 1823 Henrietta Callender Grant;
- Elizabeth Hay (1797–1859), ⚭ 1825 Sir David Hunter-Blair, 3. Baronet;
- Grace Hay (1798–1837), ⚭ 1831 Mathew Norman Macdonald-Hume;
- Jane Hay (1799–1861), ⚭ 1817 Charles Mackenzie-Fraser, Laird of Inverallochy and Castle Fraser.